# Agnetina zwicki
Agnetina zwicki és una espècie d'insecte pertanyent a la família dels pèrlids.

## Etimologia
El nom fa referència al Dr. Peter Zwick en reconeixement de la seua tasca important en l'estudi d'aquest gènere.

## Descripció
- El mascle fa 17 mm d'envergadura alar.
- En general, és de color marró fosc amb el cap fosc.
- Ales de color marró.
- Abdomen pàl·lid.[5]

## Distribució geogràfica
Es troba a la Xina:Sichuan.